# 217726 Kitabeppu
217726 Kitabeppu è un asteroide areosecante. Scoperto nel 1999, presenta un'orbita caratterizzata da un semiasse maggiore pari a 2,2576493 au e da un'eccentricità di 0,2638552, inclinata di 4,12813° rispetto all'eclittica.